# Arnaud Hauchard
Arnaud Hauchard, francoski šahovski velemojster, * 15. november 1971, Normandija.
Hauchard je bil eden izmed treh šahistov, katere je Francoska šahovska federacija suspendirala zaradi goljufanja na 39. šahovski olimpijadi. Medtem ko je Sébastien Feller igral, je njegovo igro po internetu spremljal Cyril Marzolo, ki je preko SMSov sporočil naslednje poteze. Sporočilo je prejel Hauchard, kapetan reprezentance in ga posredoval naprej Fellerju. Hauchard je prejel dosmrtni suspenz kot kapetan francoske šahovske reprezentance in trener v federaciji.